# К Гортензию Горталу
«К Гортензию Горталу» — условное название стихотворения римского поэта Гая Валерия Катулла, включённого в состав посмертного сборника («Книги Катулла Веронского») под номером 65. Автор здесь обращается к Квинту Гортензию Горталу, выдающемуся римскому оратору. В стихотворении только одно предложение с очень сложной структурой, и это, возможно, отсылка к ораторской манере Гортала.
Стихотворение представляет собой сопроводительное послание при переводе из Каллимаха. Возможно, это «Коса Береники», № 66, и в этом случае посвящение проводит определённые пераллели между сюжетом «Косы» и биографией автора: подобно тому, как Береника рассталась со своим локоном, Катулл потерял брата, умершего в Троаде.